# تسو (آروناچال پرادش)
تسو (به انگلیسی: Tezu) یک منطقهٔ مسکونی در هند است که در Lohit district واقع شده‌است. تسو ۱۸٬۱۸۴ نفر جمعیت دارد و ۱۸۵ متر بالاتر از سطح دریا واقع شده‌است.